# Miguel Segura
Miguel Antonio Segura Vargas (San Juan de Tibás, 1963. szeptember 2. – ) Costa Rica-i labdarúgókapus. 

## Pályafutása

### Klubcsapatban
1983 és 1986 között a Sagrada Familia játékosa volt. 1986-ban a Ramonense kapuját védte. 1987 és 1991 között a Deportivo Saprissa csapatában játszott, melynek tagjaként két bajnoki címet (1988, 1989) szerzett. 1992 és 1993 között a Municipal Turrialba kapusa volt. Később szerepelt még a Limonense (1993–94), a salvadori Municipal Limeño (1994–97) és a szintén salvadori Dragón (1997) együttesében. 1998-ban a Municipal Turrialba labdarúgója volt.

### A válogatottban
A Costa Rica-i válogatott tagjaként részt vett az 1990-es világbajnokságon, ahol Luis Gabelo Conejo és Hermidio Barrantes mögött a harmadik számú kapusnak számított. Egyetlen mérkőzésen sem lépett pályára és sohasem mutatkozott be a válogatottban.

## Sikerei, díjai
Deportivo Saprissa
- Costa Rica-i bajnok (2): 1988, 1989